# I Don't Know How But They Found Me
I Don't Know How But They Found Me  (abreviado IDKHow, iDKHOW o IDKHBTFM) es un proyecto musical solista de género alternativo formada en Salt Lake City, Utah en 2016 por el músico estadounidense Dallon Weekes. En un principio se originó como una banda compuesta por Weekes como vocalista y bajista, y el baterista Ryan Seaman. Antes de firmar con Fearless Records, el entonces dúo fue descrito como "la banda sin discográfica más caliente del mundo" en la portada Rock Sound en marzo de 2018.

## Historia

### Formación y secreto (2016-2017)
Antes de la formación de la banda, Dallon Weekes y Ryan Seaman eran viejos amigos que han trabajado juntos en el pasado. Seaman se unió a la antigua banda de Weekes, The Brobecks, en 2008 y tocó la batería para los proyectos de solista de Weekes, incluidas las canciones "Sickly Sweet Holidays" y "Please Don't Jump (It's Christmas)".
Inicialmente, en un esfuerzo de solista, Weekes había estado escribiendo y grabando canciones mientras viajaba con Panic! At The Disco durante varios años. Seaman tocó la batería en el disco, lo que llevó a Weekes a proponer la idea de presentarla como un dúo. Como lo demuestran los tuits antiguos y también las confirmaciones de Weekes en las entrevistas, el nombre y la idea del proyecto "I Don't Know How But They Found Me" había existido desde 2009. El nombre de la banda fue inspirado en una frase de la película Back to the Future.
Weekes y Seaman comenzaron a tocar pequeños shows a fines de 2016, pero lo mantuvieron en secreto. Debutaron en el evento de 2 años de Emo Nite, Los Ángeles, el 6 de diciembre de 2016. Después del show, diferentes fuentes escribieron sobre un "nuevo proyecto paralelo" de Weekes y Seaman, y confirmaron el nombre de la banda. Incluso cuando se enfrentan a fotos y videos tomados en los shows, Weekes y Seaman negaron el proyecto completo durante meses. Weekes más tarde declaró que no querían explotar el reconocimiento de su nombre y el de Seaman y su asociación con las conocidas bandas en las que tocaban. Tras un pelea interna con el vocalista Ronnie Radke, Seaman dejaría su banda Falling in Reverse en mayo de 2017, seguido de Weekes con Panic! At The Disco en diciembre.

### 1981 Extended Play(2017-2020)
El dúo se burló del lanzamiento de su primera canción "Modern Day Cain" un día antes con una publicación en su cuenta de Instagram. El 18 de agosto de 2017, la canción completa fue lanzada en iTunes y Spotify y seguida de un vídeo musical el mismo día. El sencillo llegó al número 8 de las 10 principales listas de música alternativa en iTunes el día del lanzamiento.
El segundo sencillo del dúo, "Choke", fue lanzado el 26 de octubre de 2017. De nuevo fue autoeditado y acompañado por un video con letra. El sencillo llegó al número 7 de las 100 principales listas de música alternativa de iTunes.
La banda realizó algunas giras cortas entre julio y diciembre de 2017, tocando en Utah, California y los estados vecinos, así como un show en Nueva York. También actuaron como el acto de apertura de The Aquabats y Dashboard Confessional.
El 14 de marzo de 2018 lanzaron la canción "Nobody Likes The Opening Band" como descarga gratuita en su sitio web junto con un vídeo musical. El 28 de marzo, se anunció que la banda tocaría en los festivales de Reading y Leeds. El 24 de agosto, el dúo relanzó "Choke" junto a una nueva canción titulada "Do It All The Time" como un doble sencillo A-side a través de Fearless Records.
En octubre, el dúo anunció su primer EP titulado 1981 Extended Play, con fecha de lanzamiento el 9 de noviembre. Más tarde ese mes, lanzaron un sencillo del EP titulado "Bleed Magic". Tras su lanzamiento, el EP encabezó la lista de Billboard Heatseekers de Estados Unidos.
El 26 de abril de 2019, el dúo lanzó el sencillo "Choke (Acústico)", que cuenta con una versión estilo cabaret de su exitoso sencillo.
La banda lanzó un EP de Navidad titulado Christmas Drag el 15 de noviembre de 2019, seguido de un video musical para su versión de "Merry Christmas Everybody".

### Razzmatazz(2020-2022)
El 5 de agosto de 2020, la banda lanzó un video con la letra de una nueva canción llamada "Leave Me Alone" con el anuncio de su álbum debut titulado Razzmatazz, que fue publicado el 23 de octubre de 2020.

### Cambio de disquera y partida de Ryan Seaman(2023)
El 16 de septiembre de 2023, mediante los perfiles de redes sociales de la hasta entonces banda, Dallon Weekes lanza una actualización con respecto a las nuevas grabaciones en las que ha estado trabajando junto con el productor Dave Fridmann, así como anuncia el cambio de disquera a Concord Records a la vez que agradece a sus fans por el apoyo.
Igualmente, lamenta que Ryan Seaman no continuará formando parte de la banda luego de una serie de "confianzas rotas". Quedando IDKHow como un proyecto solista de facto.

### Gloom Division(2023-presente)
El 5 de octubre, fue lanzado el sencillo "WHAT LOVE?" seguido del anuncio del segundo álbum del proyecto titulado como Gloom Division (estilizado a veces como "GLOOM DIVISION") junto con la lista de pistas que aparecerían en él. Su lanzamiento fue el 23 de febrero de 2024 por medio de Concord Records.

## Tours
- Content Tour (2018)
- Entertainment Tour: North America (2018; como acto de apoyo)[39]
- Night Heat Tour (2019)[40]
- Silversun Pickups Tour (2019; como acto de apoyo)[41]

## Estilo Musical e Influencias
En su sitio web, la banda se describe a sí misma como "... una banda fuera del tiempo. Una que se desvaneció en la oscuridad después de luchar para encontrar el éxito a finales de los 70 y principios de los 80". La música del dúo, así como su apariencia y presencia en las redes sociales, está fuertemente influenciada por el estilo de la década de 1980; Weekes ha declarado que se inspira en la cultura pop de estos períodos de tiempo. Su estilo ha sido descrito como rock electrónico, indie pop, new wave, alternativo, y electro rock," así como una mezcla de rock-pop influenciado de sesenta por "Garage", setenta por "glam", ochenta por "new wave" y en la actualida por Britpop."
Entre otros, Weekes ha nombrado a Marc Bolan, David Bowie, Oingo Boingo, Elvis Costello, The Ink Spots y Joe Jackson como influencias musicales en el sonido de la banda.

## Miembros
- Dallon Weekes - voz, bajo, guitarra, piano, teclados, sintetizadores, producción
- (Ex member) Ryan Seaman - batería, percusión, coros

## Discografía
EPs
- 1981 Extended Play (2018)
- Christmas Drag (2019)
- Razzmatazz B-Sides (2021)

Álbumes de estudio
- Razzmatazz (2020)
- Gloom Division (2024)

Sencillos
- Choke (2017)
- Modern Day Cain (2017)
- Do It All The time (2018)
- Nobody Likes The Opening Band (2018)
- Leave Me Alone (2020)
- Razzmatazz (2020)
- New Invention (2020)
- Lights Go Down (2020)
- Debra (2021)
- Mx. Sinister (2021)
- WHAT LOVE? (2023)